# کرش (ژابلیاک)
کرش (به لاتین: Krš) یک منطقهٔ مسکونی در مونته‌نگرو است که در شهرداری ژابلیاک واقع شده‌است. کرش ۱۱۴ نفر جمعیت دارد.